# Södra Munksjön Utvecklings AB
Södra Munksjön Utvecklings AB är ett helägt kommunalägt bolag av Jönköpings kommun som har två huvuduppgifter. Den ena handlar om stadsutveckling av området söder om sjön Munksjön, och det andra handlar om logistik och industriutveckling av Torsvik – det vill säga Logpoint South Sweden.
Genom utvecklingsbolaget kan Jönköpings kommun samverka och samarbeta med andra fastighetsägare och exploatörer för att bidra till att tillgodose kommunens, kommuninvånarnas och näringslivets behov av mark, lokaler och bostäder.
I korthet går uppdraget för området Södra Munksjön ut på att samordna, utreda och projektera arbetet kopplat till byggnation och rivning av fastigheter inom området samt driva projektet i sin helhet framåt.  Bolaget har ett samlat ansvar för frågorna inom området och ska genom samarbete och goda kontakter förverkliga det, av Jönköpings kommunfullmäktige, fastslagna ramprogrammet. 

## Kärnuppdraget
Ramprogrammet för Södra Munksjön är antaget av Jönköpings kommuns kommunfullmäktige 2012-11-29 och ligger till grund för hur stadsutvecklingen ska ske för att skapa ett attraktivt område för verksamheter och boende. Utvecklingsbolagets kärnuppdrag är att leda stadsomvandlingen inom ramprogramsområdet Södra Munksjön genom att bland annat; 
- skaffa sig rådighet över mark som skall bebyggas i olika etapper;
- vara kontaktyta mellan kommunens förvaltningar, externa intressenter samt allmänheten;
- bjuda in och välja ut ytterligare byggherrar som skall medverka i byggnation av de olika etapperna;
- fördela byggrätter till olika intressenter genom konsortieavtal;
- leda utformnings-, projekterings- och anläggningsarbete för allmänplatsmark inom ramprogramsområdet;
- medverka till flytt av Ljungarums ban- och rangergård samt medverka till lokalisering av ny kombiterminal;
- medverka till höghastighetbanan och dess resecentrums (Götalandsbanan och Europabanan) lokalisering inom ramprogramsområdet.

## Verksamhetsmål
Södra Munksjön Utvecklings AB:s verksamhetsmål är att bidra till att kommunens planer för ramprogramområdet Södra Munksjön realiseras på ett så effektivt sätt som möjligt. Bolaget ska verka för att erbjuda alternativ till lokalisering för nuvarande aktörer i området om så behövs. 

## Styrelse
Bolagets styrelse består av fem till sju ledamöter som utses av kommunfullmäktige i Jönköpings kommun. 